# جوميت (غوهران)
جومیت (بالفارسية: جومیت) هي قرية تقع في إيران في قسم غوهران الريفي. يقدر عدد سكانها بـ 26 نسمة .